# I liga polska w piłce nożnej (1956)
I liga w piłce nożnej 1956 – 22. edycja najwyższych w hierarchii rozgrywek ligowych polskiej klubowej piłki nożnej.
W zakończonym 25 listopada 1956 sezonie I ligi tytuł mistrza Polski obroniła drużyna CWKS Warszawa.
Absolutnym beniaminkiem ligi był Górnik Zabrze.
| Poziomy rozgrywkowe w sezonie 1956 | Poziomy rozgrywkowe w sezonie 1956 | Poziomy rozgrywkowe w sezonie 1956 |
| Rozgrywki                          | P                                  | Nazwa                              |
| ---------------------------------- | ---------------------------------- | ---------------------------------- |
| Centralne                          | I                                  | I Liga                             |
| Centralne                          | II                                 | II Liga                            |
| Makroregionalne                    | III                                | III Liga (9 grup)                  |
| Okręgowe (17 okręgów)              | IV                                 | A klasa                            |
| Okręgowe (17 okręgów)              | V                                  | B klasa                            |
| Okręgowe (17 okręgów)              | VI                                 | C klasa                            |

## Tabela
| Msc. | Nazwa klubu         | M  | Zw.-Rem.-Por. | Pkt. | Bramki |
| 1    | CWKS Warszawa       | 22 | 15-4-3        | 34   | 65:17  |
| 2    | Ruch Chorzów        | 22 | 11-7-4        | 29   | 35:23  |
| 3    | Lechia Gdańsk       | 22 | 10-7-5        | 27   | 25:21  |
| 4    | ŁKS-Włókniarz Łódź  | 22 | 10-6-6        | 26   | 38:26  |
| 5    | Wisła Kraków        | 22 | 9-5-8         | 23   | 38:34  |
| 6    | Górnik Zabrze (b)   | 22 | 9-5-8         | 23   | 32:33  |
| 7    | Budowlani Opole (b) | 22 | 8-4-10        | 20   | 34:41  |
| 8    | Kolejarz Poznań     | 22 | 7-6-9         | 20   | 25:38  |
| 9    | Gwardia Warszawa    | 22 | 5-8-9         | 18   | 23:36  |
| 10   | Stal Sosnowiec      | 22 | 6-5-11        | 17   | 32:43  |
| 11   | Gwardia Bydgoszcz   | 22 | 5-5-12        | 15   | 20:36  |
| 12   | Włókniarz Kraków    | 22 | 5-2-15        | 12   | 27:46  |

Legenda:
|     | Mistrz Polski     |
|     | Spadek do II ligi |
| (b) | Beniaminek        |

Zmiany nazw:
2) Unia-Ruch powróciła do nazwy Ruch Chorzów (od października 1956).
12) Po sezonie (13 grudnia 1956) Włókniarz Kraków powrócił do nazwy „Garbarnia".

## Najlepsi Strzelcy
| Gole | Strzelcy        | Drużyny       |
| ---- | --------------- | ------------- |
| 21   | Henryk Kempny   | CWKS Warszawa |
| 18   | Ernest Pohl     | CWKS Warszawa |
| 16   | Lucjan Brychczy | CWKS Warszawa |

Wg 

## Klasyfikacja medalowa mistrzostw Polski po sezonie
Tabela obejmuje wyłącznie zespoły mistrzowskie.
|    | Klub             |   |   |   |
| -- | ---------------- | - | - | - |
| 1. | Ruch Chorzów     | 8 | 2 | 4 |
| 2. | Cracovia         | 5 | 2 | 2 |
| 3. | Wisła Kraków     | 4 | 7 | 6 |
| 4. | Pogoń Lwów       | 4 | 3 | 0 |
| 5. | Warta Poznań     | 2 | 5 | 7 |
| 6. | Legia Warszawa   | 2 | 0 | 3 |
| 7. | Polonia Warszawa | 1 | 2 | 2 |
| 8. | Garbarnia Kraków | 1 | 1 | 0 |
| 8. | Polonia Bytom    | 1 | 1 | 0 |